# Бристълски залив (Берингово море)
Бристълският залив (на английски: Bristol Bay) е залив в югоизточната част на Берингово море, край югозападния бряг на щата Аляска. Вдава се на североизток в сушата на 320 km. Ширината на входа му между носовете Нюенхайм на север и югозападния край на полуостров Аляска на юг е 480 km. Дълбочината му варира от 27 до 84 m. Бристълският залив се загражда от изток и югоизток от дългия и тесен полуостров Аляска, а на север е ограничен от континента. Бреговете му са предимно ниски, равнинни и заблатени на север, а на изток и югоизток – предимно планински, като в отделни участъци са силно разчленени. Дълбоко навътре в сушата се вдават вторичните заливи Нушагак и Квичак (на североизток), Молер (на юг). В северозападната му част е разположен големият остров Хагемейстер и малката група острови Уолрес. В него се вливат доста реки, като по-големите са Тогиак (77 km), Нушагак (451 km), Квичак (80 km, изтича от езерото Илиамна), Угашик (69 km). От ноември до март – април е покрит с плаващи ледове. Приливите му са неправилни, полуденонощни, с височина до 3,7 m. По бреговете му са разположени 9 малки селища, като най-големите са Тогиак, Дилингъм, Накпек, Егегик, Порт Хайдн. Заливът е богат на риба и е обект на промишлен риболов на треска, калкан, въглена риба и др. Бристълският залив е открит и първично изследван от видния английски мореплавател Джеймс Кук през юли 1778 г. и е наименуван от него в чест на британския адирал Огъстъс Джон Харви, граф на Бристъл (1724 – 1779).